# Monica Hermansson
Monica Ulla Maria Hermansson Lindbäck (2 giugno 1948) è un'ex sciatrice alpina svedese.

## Biografia
Sciatrice polivalente, Monica Hermansson debuttò in campo internazionale in occasione del Critérium de la première neige 1967, il 12 dicembre a Val-d'Isère in slalom speciale (25ª), e in Coppa del Mondo disputò due gare, a Voss nella stagione 1969-1970: lo slalom gigante del 12 marzo (15ª) e lo slalom speciale del 14 marzo (14ª). In campo nazionale vinse dieci titoli nazionali tra il 1966 e il 1970; non prese parte a rassegne olimpiche o iridate.

## Palmarès

### Campionati svedesi
- 10 ori (slalom gigante nel 1966; discesa libera, slalom gigante, slalom speciale nel 1967; discesa libera, slalom speciale nel 1968; slalom gigante nel 1969; discesa libera, slalom gigante, slalom speciale nel 1970)[1]